# Дананг (летище)
Летище Дананг (на английски: Da Nang International Airport, на виетнамски: Sân bay quốc tế Đà Nẵng или Sân bay quốc tế Đà Nẵng) е международно летище, разположено на 2 километра северно от Дананг, Виетнам.
Оборудвано с писта 4D клас, която има дължина 3048 м и широчина 45 м, 3500 м и широчина 45 м. Покритието е от бетон, което позволява приземяване на самолети Ан-24, Ту-134, Ту-154, Як-40, Як-42, Еърбъс A330, Boeing 747 с максимален товар 100 тона.